# Chiloepalpus callipygus
Chiloepalpus callipygus là một loài ruồi trong họ Tachinidae.